# KV De Hazenkamp
KV De Hazenkamp is een korfbalvereniging uit de Nederlandse stad Nijmegen gelegen in het stadsdeel Lindenholt (Nijmegen-West). De vereniging bestaat uit ongeveer 100 leden. In het seizoen 2007-2008 keerde de vereniging voor een jaar weer terug in de 3e klasse (zaalcompetitie). In het huidige seizoen (2019/2020) speelt Senioren 1 in de 4e klasse in beide competities.

## Geschiedenis
De korfbalvereniging is een afsplitsing van de in 1928 opgerichte sportvereniging De Hazenkamp, een omnivereniging met diverse takken van sport, waar ook de turnvereniging De Hazenkamp Gymsports en honk- en softbalvereniging HSV De Hazenkamp oorspronkelijk toebehoorden. Op 1 mei 1978 werd de afdeling korfbal opgericht, al in het eerste jaar meldde zich het honderdste lid aan en verscheen ook het eigen clubblad de Hazenpeper los van het blad van de omnivereniging de Hazenkampers. Destijds bestond De Hazenkamp uit de afdelingen gymnastiek, badminton, atletiek, honkbal/softbal en voetbal. In de eerste jaren verhuisde de afdeling korfbal vele malen. Via de locatie Winkelsteegh, kinderdorp Neerbosch, Meeuwse acker is de vereniging uiteindelijk op de huidige locatie in de wijk Drieskensacker beland. Op 16 mei 1992 werd het clubhuis geopend met kantine, berging en een opslagruimte met keuken. Medio jaren negentig kreeg de vereniging ook de beschikking over een eigen grasveld. In 1999 werden aan het clubhuis kleedkamers aangebouwd.

### De naam: De Hazenkamp
De naam De Hazenkamp is ontleend aan het gebied en later de wijk de Hazenkamp. Wat niet voor de hand ligt moet hier toch aangenomen worden: er huisden hier werkelijk zoveel hazen dat dit gebied ernaar vernoemd werd. Toen in de jaren dertig het grote complex Reestraat/Hertstraat werd aangelegd, lagen aan de andere zijde nog de sportterreinen van N.E.C. en Quick. In de jaren zestig  kwam dit terrein braak liggen voor scholen en woningbouw. Een deel ervan, ongeveer op de plaats van de vroegere behuizing van S.C.E. is nog steeds niet bebouwd. Curieus is het, dat de Hazenkamp de naam gaf aan een bloeiende sportvereniging en het gebied zolang aan diverse andere sportclubs 'onderdak' verleend heeft.